# Frank Vitale
Frank Vitale est un producteur, acteur, réalisateur, directeur de la photographie, scénariste et monteur américain né le 8 mars 1945 à Jacksonville, Floride (États-Unis).

## Filmographie

### comme producteur
- 1971 : The Battle of Love's Return
- 1971 : Cry Uncle
- 1974 : Montreal Main
- 1974 : Silent Night, Bloody Night
- 1976 : Cindy la justicière (East End Hustle)
- 1985 : When Nature Calls

### comme acteur
- 1970 : Joe : Hippie in group
- 1971 : Cry Uncle : 1st Hippie
- 1974 : Montreal Main : Frank
- 1985 : When Nature Calls : The Interrogator

### comme réalisateur
- 1972 : Hitch-Hiking[1]
- 1974 : Montreal Main
- 1976 : Cindy la justicière (East End Hustle)

### comme directeur de la photographie
- 1972 : Hitch-Hiking
- 1977 : The Rubber Gun

### comme scénariste
- 1974 : Montreal Main
- 1976 : Cindy la justicière (East End Hustle)

### comme monteur
- 1974 : Montreal Main